# گونه‌های صدا
گونه‌های صدا (انگلیسی: Voice type) نوعی تقسیم‌بندی صدای انسانی (زنان - مردان) برای آواز و با محدوده‌های صوتی متفاوت و انواع طنین یا رنگ صدا است. این طبقه‌بندی صداها، به تدریج در موسیقی کلاسیک و برای خوانندگی در اپرا توسعه یافت.

## تعریف
گونه‌های صدا در موسیقی آوازی و برای طبقه‌بندی صدای انسانی است. در محدوده توانایی هر خواننده، گونه‌های مختلف صدا وجود دارد تا خوانندگان و آهنگسازان بتوانند بر اساس شناخت این قواعد، هنر خود را ارائه کنند. این تقسیم‌بندی باعث ثبات در موسیقی و درک و فهم بیشتر برای شنیدن است. در استفاده از گونه‌های صدا در موسیقی کلاسیک و اپرا در تالارها و سالن‌های اپرا با هر گونه از حجم و رنگ صدا چه به صورت گروهی یا سولو از هیچ گونه ابزار برای تقویت صدا استفاده نمی‌شود.

## انواع گونه‌های صدا
در گونه‌های آوازی تقسیم‌بندی بسیاری وجود دارد که می‌توان آنها را به هفت نوع اصلی تقسیم‌بندی کرد که سه نوع آن متعلق به زنان (سوپرانو، متزوسوپرانو، کنترآلتو) و چهار نوع آن (کنترتنور، تنور، باریتون، باس) متعلق به مردان است. در این تقسیم‌بندی می‌توان صدای پسران و دختران نابالغ را هم اضافه کرد و زیر شاخه‌های بسیاری وجود دارد که بستگی به نوع صدا، حجم، رنگ و توانایی یک خواننده است. محدوده صوتی صدای انسانی از بم‌ترین صدا تا زیرترین آن از نت دو (C2) تا سل (G6) است.

## صدای زنان

### سوپرانو
صدای سوپرانو زیرترین بخش صدای انسانی است که خود به چند دسته تقسیم می‌شود مانند:
- سوپرانینو (sopranino) که صدایی بالاتر از سوپرانو دارد.
- سوپرانو کولوراتور (coloratura soprano) که این نوع از صدا دارای حجم بالا و انرژی زیاد است.
- وسعت صوتی سوپرانو حدود دو اکتاو («C4» تا «C6») است.

محدوده صوتی

### متزو سوپرانو
صدایی در محدوده صوتی متوسط در بین زنان است این صدا بم تر از «سوپرانو» و زیر تر از «کنترآلتو» است.

محدوده صوتی

### کنترآلتو
بم‌ترین صدای زنان است و قادر است تا نت بم «ر» (D3) را اجرا کند.

محدوده صوتی

## صدای مردان

### کنترتنور
بالاترین صدای مردانه است و از دسته صداهای نادر است و بعضی از این نوع صداها شخصیتی طنز گونه و کمیک دارد.

محدوده صوتی

### تنور
یک صدای معمولی و طبیعی در بین مردان است. در بعضی از این نوع صداها نت‌های پایین تا نت سی بمل (۲♭B) و نت‌های بالا تا نت فا (F5) را اجرا می‌کنند.

محدوده صوتی

### باریتون
صدای متوسط مردان است و در محدودۀ صوتی بین تنور و باس قرار می‌گیرد. صدای باریتون رایج‌ترین صدا در بین مردان است و در بعضی از این نوع صدا، وسعتی در حدود نت فا (F2) تا نت دو (C5) را در بر می‌گیرد.

محدوده صوتی

### باس
صدای باس پایین‌ترین محدودۀ صدای انسانی است. بعضی از خوانندگان باس می‌توانند در محدوده‌ای به وسعت دو (C2) تا سل (G4) را بخوانند.

محدوده صوتی

## صدای کودکان
کودکان صدای محدود و ثابتی نسبت به صدای بزرگسالان دارند و از تنوع کمتری برخوردار است. در این نوع صدا، حجم و رنگ صدا به خاطره حنجره‌ها و تمبرهای صوتی مشابه، صدایی یکسان دارند و با شروع دوران بلوغ و رشد، به تدریج صدا تغییر کرده و در رده‌های مختلف بزرگسالان قرار می‌گیرند. صدای دختران و پسران نابالغ در محدوده صدایی شبیه صدای زنان قرار می‌گیرند ولی با طنین و حجم متفاوت.

محدوده صوتی